# Molophilus (Molophilus) perdebilis
Molophilus (Molophilus) perdebilis is een tweevleugelige uit de familie steltmuggen (Limoniidae). De soort komt voor in het Neotropisch gebied.